# Federación Internacional de la Carretera
La Federación Internacional de la Carretera (International Road Federation – IRF) es una plataforma mundial de diálogo. Reúne el sector público y privado así como los miembros de la sociedad civil que consideran las infraestructuras de carretera como un componente esencial para conseguir un desarrollo económico y social.   
La IRF fue creada en 1948 y se compone de unos 350 miembros diseminados por los 6 continentes. Promueve la idea de que unas infraestructuras de carretera eficientes benefician a toda la sociedad. La IRF, a través de sus 3 Centros (Programme Centres) basados en Bruselas Archivado el 17 de octubre de 2007 en Wayback Machine.,Ginebra y Washington, es muy activa al defender los temas que más tienen importancia para la industria vial, es decir del financiamiento de las infraestructuras al progreso tecnológico, o de la seguridad vial al desarrollo sostenible. Organiza seminarios, grupos de trabajo y eventos para auditorios muy diversos y representa sus miembros en los eventos. 
Un Consejo de Investigación (IRF Research Council) se encarga de conducir investigaciones sobre los temas de la seguridad vial, de la movilidad inteligente, de las carreteras sostenibles o de la competitividad. 
Un Consejo Ejecutivo Mundial interviene en la supervisión de las operaciones de la Federación y proporciona los secretarías de los tres Centros con principios generales de orientación. 